# Thomas Hockin
Hon. Thomas „Tom“ Hockin, PC (* 5. März 1938 in London, Ontario) ist ein kanadischer Politikwissenschaftler, Hochschullehrer und Politiker der Progressiv-konservativen Partei Kanadas, der unter anderem zwischen 1984 und 1993 Mitglied des Unterhauses war sowie im 24. Kabinett 1993 als Wissenschaftsminister und im 25. Kabinett Kanadas 1993 als Minister für internationalen Handel fungierte. 

## Leben
Thomas „Tom“ Hockin begann nach dem Schulbesuch in seiner Geburtsstadt London zunächst ein Studium der Wirtschaftswissenschaften an der University of Western Ontario, welches er mit einem Bachelor beendete. Ein darauf folgendes postgraduales Studium der Fachrichtung Öffentliche Verwaltung an der Harvard University beendete er mit einem Master of Public Administration (MPA) und erwarb zudem einen Doctor of Philosophy (Ph.D.) im Fach Politikwissenschaften an der Harvard University. Im Anschluss wechselte er als Dozent an die Fakultät für Politikwissenschaften der 1959 gegründeten York University und lehrte an dieser zuletzt als Professur für kanadische Politik. Er war außerdem bis 1981 Rektor des St. Andrew’s College in Aurora sowie zeitweilig Mitglied der Polizeikommission der Provinz Ontario.
Nach dem Rücktritt des bisherigen Wahlkreisinhabers Judd Buchanan von der Liberalen Partei am 11. August 1980 kandidierte Hockin bei der dadurch erforderlichen Nachwahl im Wahlkreis London West am 13. April 1981 für die Progressiv-konservative Partei, unterlag jedoch mit 21.022 Stimmen dem liberalen Bewerber Jack Burghardt, auf den 21.952 Wählerstimmen entfielen. Danach lehrte er zwischen 1981 und 1984 als Professor an der wirtschaftswissenschaftlichen Fakultät der University of Western Ontario und kandidierte bei der Unterhauswahl am 4. September 1984 im Wahlkreis London West, wobei er sich dieses Mal mit 34.517 Stimmen gegen den Wahlkreisinhaber Jack Burghardt durchsetzen konnte, der 21.701 Stimmen bekam. Hockin wurde somit erstmals zum Mitglied des Unterhauses gewählt und bei der Unterhauswahl am 21. November 1988 mit 28.392 Stimmen wiedergewählt, ehe er bei der darauf folgenden Unterhauswahl am 25. Oktober 1993 mit 15.166 Stimmen seiner liberalen Herausforderin Sue Barnes unterlag, auf die 31.085 Stimmen entfielen. Zu Beginn seiner Parlamentszugehörigkeit war er in der 33. Legislaturperiode (1984 bis 1988) Vize-Vorsitzender des Gemeinsamen Ausschusses des Parlaments für internationale Beziehungen sowie Mitglied der Ständigen Ausschüsse für Auswärtiges und nationale Verteidigung sowie für Gesundheit, Wohlfahrt und Soziales.
Im 24. Kabinett von Premierminister Brian Mulroney war er zunächst vom 30. Juni 1986 bis zum 29. Januar 1989 Staatsminister im Finanzministerium und damit engster Mitarbeiter von Finanzminister Michael Wilson. Während dieser Zeit war er zwischen dem 4. Juli 1986 und dem 29. Januar 1989 Mitglied des Kabinettsausschusses für das Schatzamt und des Sonderausschusses des Kronrates sowie zusätzlich vom 4. Juni bis zum 14. September 1986 erst Mitglied des Kabinettsausschusses für Regierungsoperationen und daraufhin zwischen dem 15. September 1986 und dem 29. Januar 1989 Mitglied des Kabinettsausschusses für Privatisierung, Regulierungsangelegenheiten und Operationen. Im Zuge einer Regierungsumbildung fungierte er zwischen dem 30. Januar 1989 und dem 24. Juni 1993 als Staatsminister für Kleinunternehmen und Tourismus und war in dieser Funktion vom 30. Januar 1989 bis zum 20. April 1991 Mitglied der Kabinettsausschüsse für Außen- und Verteidigungspolitik sowie für Wirtschaftspolitik und zusätzlich zwischen dem 30. Januar 1989 und dem 3. Januar 1993 für Gesetzgebung und Unterhausplanungen sowie vom 21. April 1991 bis zum 3. Januar 1993 auch noch für Wirtschafts- und Handelspolitik.
Nach einer weiteren Umbildung des 24. Kabinetts übernahm Hockin am 4. Januar 1993 als Nachfolger des zurückgetretenen William Winegard das Amt als Wissenschaftsminister und bekleidete dieses bis zum Ende von Premierminister Mulroneys Amtszeit am 24. Juni 1993. Als Bundesminister war er vom 4. Januar bis zum 24. Juni 1993 auch Mitglied des Kabinettsausschusses für Umwelt sowie Mitglied des Sonderausschusses des Kronrates für Privatisierungs- und Regulierungsangelegenheiten.
Im darauf folgenden 25. Kabinett Kanadas von Premierministerin Kim Campbell bekleidete Thomas Hockin vom 25. Juni bis zum 3. November 1993 das Amt als Minister für internationalen Handel. Während dieser Zeit war er zugleich zwischen dem 25. Juni und dem 3. November 1993 sowohl Mitglied des Kabinettsausschusses für Wirtschafts- und Umweltpolitik als auch stellvertretendes Mitglied des Kabinettsausschusses für das Schatzamt und erneut Mitglied des Sonderausschusses für den Kronrat.

## Veröffentlichungen
- Alliances and illusions. Canada and the NATO-NORAD question, Mitautoren Lewis Hertzman, John W. Warnock, M. G. Hurtig, Edmonton 1969
- Apex of power. The Prime Minister and political leadership in Canada, Prentice-Hall of Canada, Scarborough 1971, Neuauflage 1977
- The Canadian condominium. Domestic issues and external policy, McClelland and Stewart, Toronto 1972
- Government in Canada, Weidenfeld and Nicolson, London 1975
- The American nightmare. Trade politics after Seattle, Lexington Books, Lanham 2001
- The American nightmare. Politics and the fragile World Trade Organization, Lexington Books, Lanham 2003

## Weblink
- The Hon. Thomas Hockin, P.C. M.P. In: Homepage des Unterhauses. Abgerufen am 5. März 2024 (englisch).